# ジャック・B・ジョスト
ジャック・B・ジョスト(英語: Jack B. Jost、  1930年5月10日 -  2015年12月9日)は、アメリカ合衆国ミズーリ州セントルイス出身のフィギュアスケートペア選手。パートナーはキャリル・ジョーンズ・ギル (Caryl Johns Gill)。1952年世界選手権ペア8位。1953年全日本選手権男子シングルで優勝。フィギュアスケートコーチ。全日本フィギュアスケート選手権で優勝した初の外国人選手。

## 経歴
1930年、セントルイスで末っ子の三男として生まる。
1951年から53年まで朝鮮戦争の間、伍長として軍務についた。韓国従軍記章・国連従軍記章（国連メダル）を受賞した。
軍務の間もパートナーのキャリル・ジョーンズと、フィギュアスケート競技を続けた。1951年全米ジュニア選手権のペア、アイスダンス競技で優勝した。
1952年の東部地区選手権のペアで優勝した。同年の世界選手権でペア8位となった。
休暇の際は、大阪梅田のリンクで滑っていた。1953年の全日本フィギュア選手権に京都クラブ所属で出場し、男子シングルで優勝した。これは、本選手権大会で初の外国人選手の優勝となった。優勝後、日本スケート連盟にフリー1位の選手にへと寄付をし、連盟はこの寄付金でジョスト杯を作成した。このカップは、全日本フィギュアスケート選手権の男子シングルのフリースケーティング1位の選手に贈られた。少なくても、1957年から佐藤信夫が10連覇するまで続いた。
1953年除隊し、競技も引退した。引退後はセントルイスFSCのコーチになった。